# Ambrosius Holbein
Ambrosius Holbein (asi 1494 – asi 1519) byl německo-švýcarský malíř a grafik.

## Životopis
Byl starším bratrem Hanse Holbeina mladšího a stejně jako on se narodil v bavorském Augsburgu, jenž byl v té době střediskem umění, kultury a obchodu. Jeho otec Hans Holbein starší byl významný německý malíř a přední osobnost přechodu německého výtvarného umění od gotiky k renesanci. V jeho dílně se také Ambrosius, stejně jako jeho mladší bratr Hans, vyučil základům malířství a zlatnické, šperkařské a tiskařské práce.
V roce 1515 pobýval ve švýcarském městě Stein (Stein am Rhein), kde pomáhal malíři Thomasi Schmidovi s nástěnnými malbami ve slavnostním sále zdejšího kláštera sv. Jiří. Následujícího roku odešel do Basileje, kde zpočátku pracoval jako tovaryš v dílně Hanse Herbstera. Roku 1517 byl přijat do basilejského malířského cechu a v následujícím roce získal i zdejší občanství.
K nejlepším dílům tohoto období patří Podobizna chlapce s plavými vlasy a její protějšek Podobizna chlapce s hnědými vlasy, obě díla jsou dnes v Uměleckém muzeu v Basileji (Kunstmuseum).
Ambrosius Holbein se dodnes řadí mezi nejvýznamnější basilejské ilustrátory a přední umělce, jejichž doménou byly takzvané malé formáty.

## Hlavní díla
- Maria s dítětem, Basilej, Kunstmuseum (1514)
- Podobizna chlapce s plavými vlasy, Basilej, Kunstmuseum (1516)
- Podobizna chlapce s hnědými vlasy, Basilej, Kunstmuseum (1517)
- Podobizna Jörga Schweigera, Basilej, Kunstmuseum (1518)
- Podobizna mladého muže, Darmstadt, Hessisches Landesmuseum (1515)
- Narození Krista, Donaueschingen, Fürstlich Fürstenbergische Gemäldegalerie (1514)
- Narození Krista, Mnichov, Klerikalseminar Georgianum
- Mariina smrt, Mnichov, Klerikalseminar Georgianum
- Portrét chlapce z profilu, zámek Hrádek u Nechanic (1510-1520)[2]
- Podobizna Johannese Xylotecta (Zimmermanna) Norimberk, Germanisches Nationalmuseum (1520)
- Podobizna mladého muže Petrohrad, Ermitáž (1518)
- Podobizna mladého muže (mnohdy připisováno Hansi Holbeinovi mladšímu), Washington, National Gallery of Art
- Mariina smrt, Vídeň, Gemäldegalerie der Akademie der bildenden Künste

## Galerie

Podobizna chlapce s plavými vlasy, 1516, Basilej
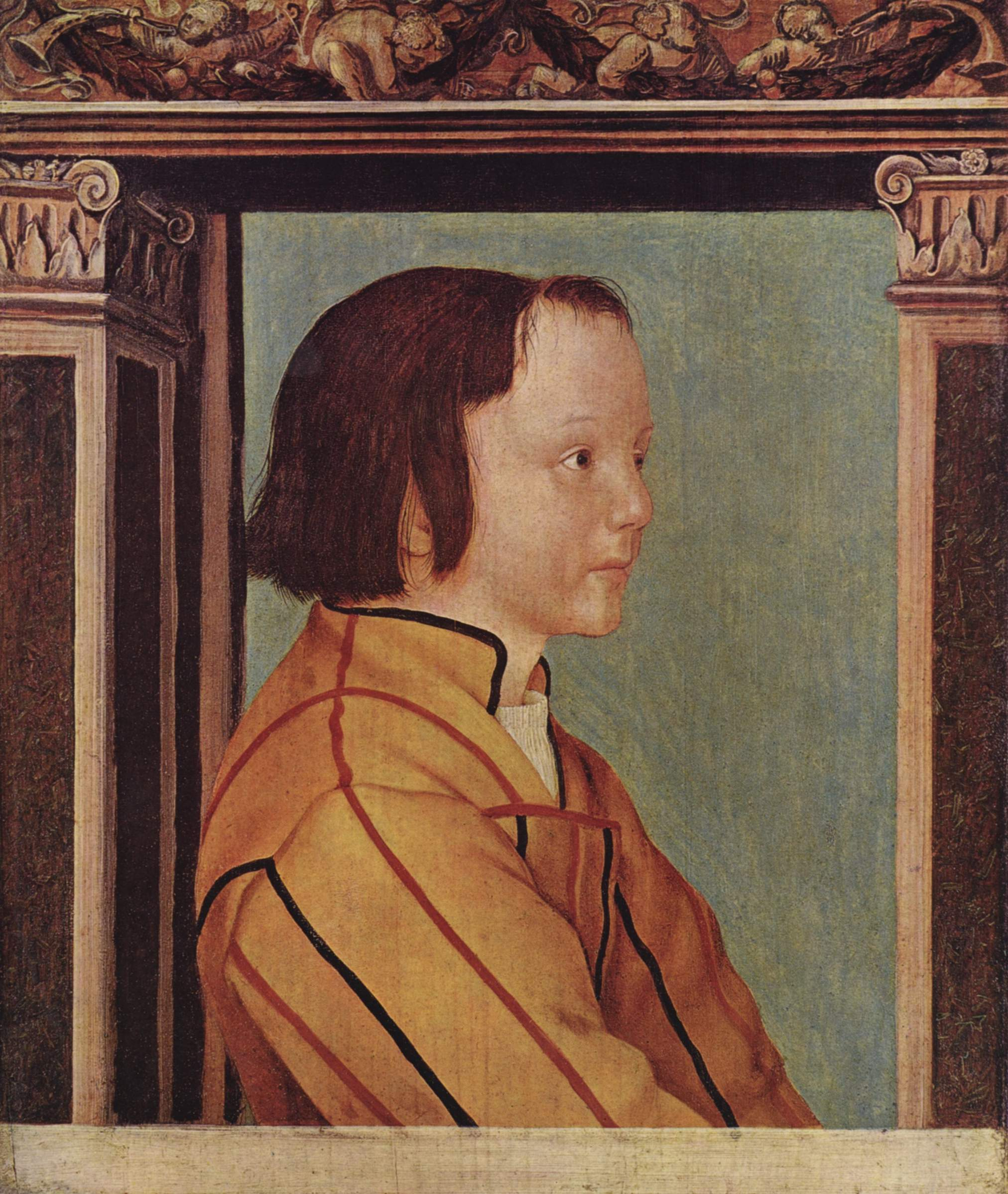
Podobizna chlapce s hnědými vlasy, Basilej, Kunstmuseum (1517)
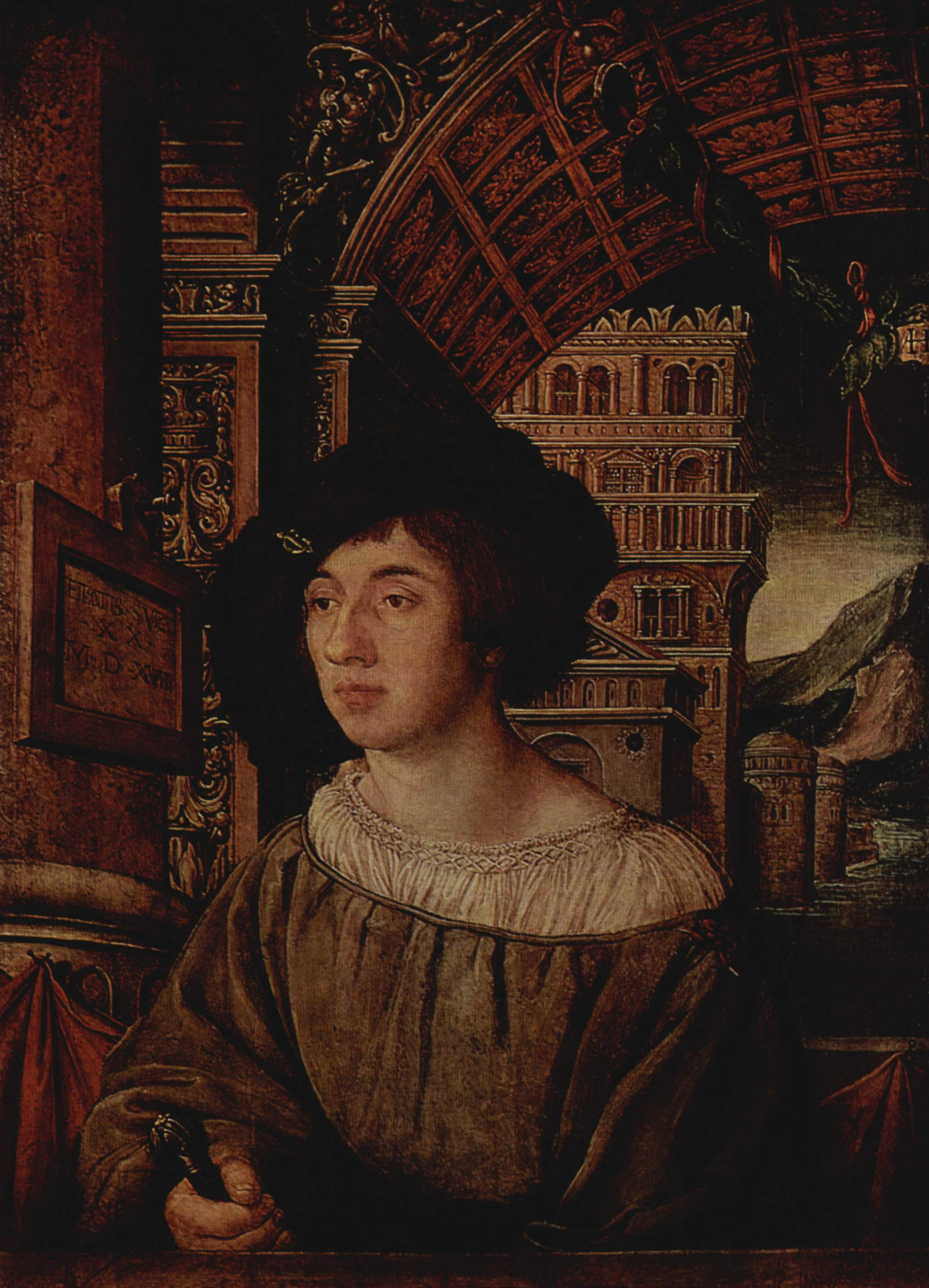
Podobizna mladého muže, olej na dřevěné desce 43×32 cm, Petrohrad, Ermitáž (1518)